# 无斑凡塘鳢
无斑凡塘鳢（学名：Valenciennea immaculatus），也称無斑范氏塘鱧，为塘鳢科凡塘鳢属的鱼类。在中国，分布于广东宝安县（现为深圳市）盐田等。该物种的模式产地在广东宝安县盐田。
其种加词“immaculatus”意为“无斑的”。